# Maggie Chapman
Maggie Chapman, née le 27 juin 1979 à Salisbury (Rhodésie) est une femme politique britannique, membre du Parti vert écossais.

## Carrière professionnelle
En novembre 2014, Maggie Chapman a été élue rectrice de l'université d'Aberdeen après un vote du corps étudiant de l'université.

## Carrière politique
Maggie Chapman est d’abord élue conseillère municipale d’Édimbourg en 2007 dans la circonscription de Leith Walk puis est réélue en 2012. Durant son mandat, elle s’engage pour le budget participatif, l’instauration d’un minimum vital, les droits des locataires et un meilleur soutien aux organismes sans but lucratif. Elle se retire en 2015 pour préparer les élections législatives de mai 2016.
En novembre 2013, elle est élue sans opposition au poste de co-leader féminin des Verts écossais. Elle est réélue à ce poste en 2015.
En 2014, elle mène la liste du Parti vert écossais pour les élections européennes en Écosse.
En septembre 2014, Maggie Chapman devient membre de la Commission Smith sur les attributions supplémentaires du Parlement écossais.
En mai 2016, elle est la candidate principale des verts dans la région du Nord-Est lors des élections législatives mais n’est pas élue.  
Elle se présente à nouveau aux législatives de 2021 et est élue au Parlement écossais.